# غلين شارب
غلين شارب (بالإنجليزية: Glenn Sharpe)‏ هو لاعب كرة قدم أمريكية أمريكي، ولد في 27 فبراير 1984 في ميامي في الولايات المتحدة.